# Aranymeggyvágó
Az aranymeggyvágó (Mycerobas icterioides) a madarak osztályának verébalakúak (Passeriformes) rendjébe és a pintyfélék (Fringillidae) családjába tartozó faj.

## Rendszerezése
A fajt Nicholas Aylward Vigors ír zoológus írta le 1831-ben, a Coccothraustes nembe Coccothraustes icterioïdes néven.

## Előfordulása
Ázsiában, Afganisztán, India, Nepál és a Pakisztán területén honos. Természetes élőhelyei a mérsékelt övi erdők és cserjések. Magassági vonuló.

## Megjelenése
Átlagos testhossza 22 centiméter, testtömege 67 gramm.
|  |  |

## Életmódja
Magokkal, rügyekkel, hajtásokkal és bogyókkal táplálkozik.

## Természetvédelmi helyzete
Az elterjedési területe nagyon nagy, egyedszáma pedig stabil. A Természetvédelmi Világszövetség Vörös listáján nem fenyegetett fajként szerepel.